# ÖBB 1216 sorozat

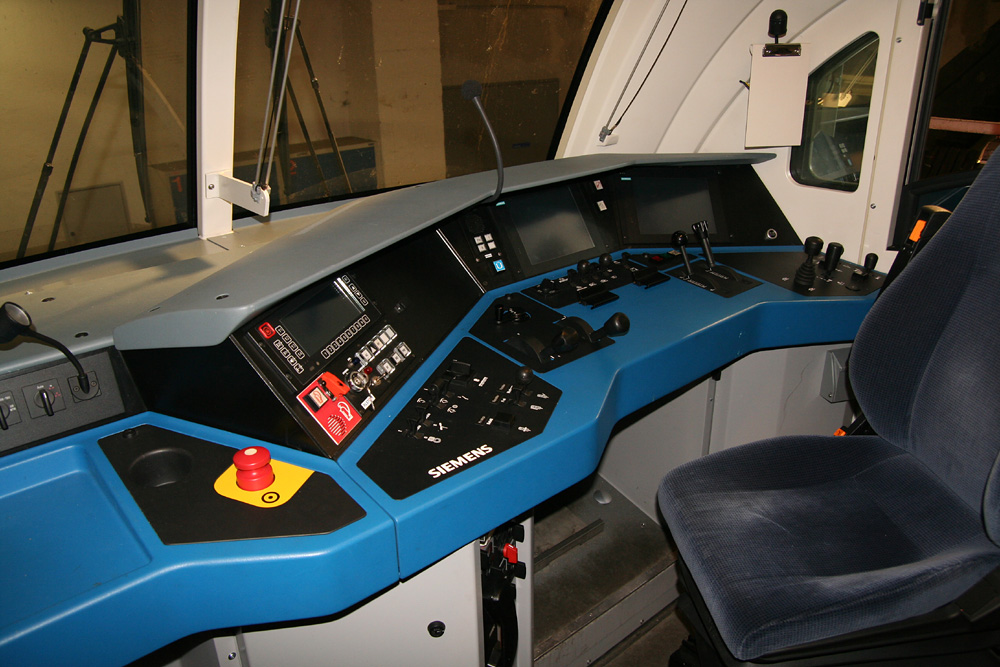
A mozdony vezetőállása

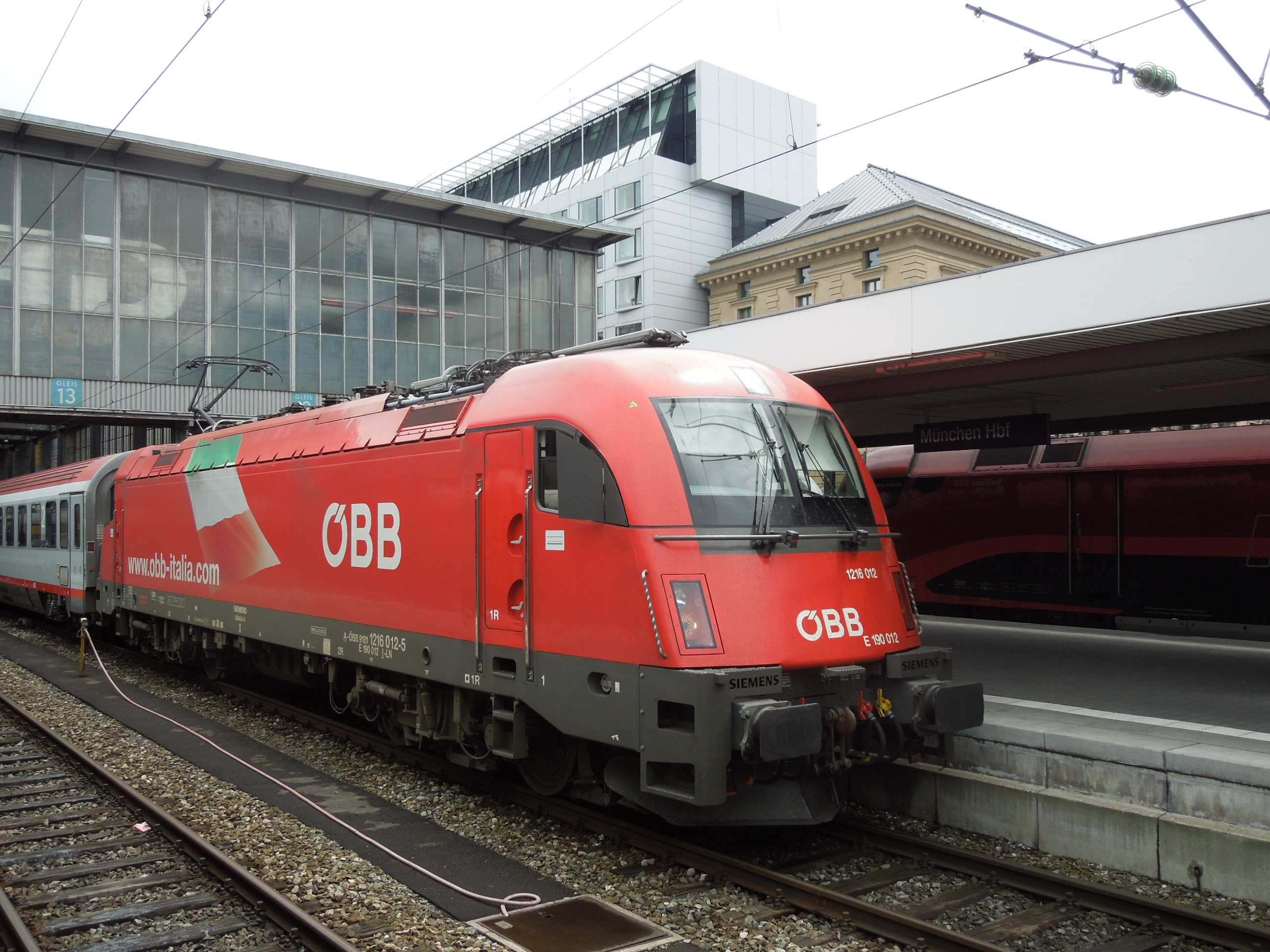
Az ÖBB 1216-012 München Hauptbahnhofon, egy Veronába tartó ÖBB EC élén

Az ÖBB 1216 sorozat egy osztrák Bo' Bo' tengelyelrendezésű négyáramnemű (15  kV 16,7 Hz AC / 25 kV 50 Hz AC / 3 kV DC / 1,5 kV DC) villamosmozdony-sorozat.

## Története
A Siemens EuroSprinter családjának egyik tagja, 2006 óta van alkalmazásban. Az ÖBB eredetileg 50 darabot rendelt belőle, majd 2007-ben még 10 darabot. Az első példány 2005. március 31-én jött ki a müncheni Siemens-gyárból.
A mozdony nagymértékben egyezik az ES64F4 mozdonnyal, az alábbi eltérésekkel az ÖBB 1116 sorozathoz képest:
- 4 darab hagyományos ajtó a 2 vezetőállásba nyílóan (az olasz előírások miatt).
- A bonyolultabb tetőberendezés némileg be van takarva.
- A tető középső része alacsonyabb az UIC 505 előírások miatt.
- Felső homlokfényszóró a homlokablak felett van elhelyezve.
- Fényszórók egy része LED-felépítésű, mint a DB 189 és ES64F4 esetében.
- Kapaszkodók megváltoztatva, meghosszabbítva.
- 2,5 tonnával könnyebb transzformátor, ami miatt a teljesítmény is alacsonyabb.

A mozdonysorozat tervezett alkalmazási területe főleg Olaszország és Szlovénia, később Németország, Svájc, engedélyezés esetén Csehország, Szlovákia.
Emiatt az első mozdonyok az alábbi országspecifikus csomagokkal készülnek:
- 1216 001-025 A változat:  Ausztria, Németország, Olaszország és Svájc részére.
- 1216 141-150 B változat:  Ausztria, Németország, Szlovénia részére.
- 1216 226-240 C változat:  Ausztria, Németország, Csehország, Szlovákia részére.

A szlovén vasút 20 db hasonló mozdonnyal rendelkezik (SŽ 541 sorozat), az RTS (Rail Transport Service Austria) 2 db mozdonnyal (1216 901-902) rendelkezik. Az Arriva német magánvasút 4 darab mozdonyt rendelt (183 001-004), ezek azonban csak váltakozófeszültségre alkalmasak.
Az igazán korszerű ÖBB 1216 sorozatú mozdonyok az ÖBB tervezett járműfejlesztési terveiben nagy szerepet kapnak, és a multi rendszerű - négyféle felsővezeték-feszültségen és kétféle áramnemben - közlekedésre kialakítása, a technikai eredményeken túl, jól mutatja az ÖBB törekvéseit a közép-európai térségben. Az Ingolstadt-Nürnberg közötti újépítésű nagysebességű pályán elért 357 km/h csúcssebesség (ez természetesen nem azonos a mozdony engedélyezett sebességével) az ÖBB 1216 sorozatú mozdonyát teljes európai normálnyomtávú közlekedésre teszi alkalmassá. Teljesítmény- és vontatási képesség, valamint sebesség szempontjából mindenképpen, de az európai vasutakon telepített vonatbefolyásoló berendezések sokfélesége (kb. 16 féle) azonban ezt nyilvánvalóan korlátozza.

## Variációk
| Variáció   | Ausztria/ Németország | Olaszország | Szlovénia   | Horvátország | Magyarország | Szlovákia   | Csehország  | Lengyelország |
| ---------- | --------------------- | ----------- | ----------- | ------------ | ------------ | ----------- | ----------- | ------------- |
| A variáció | Igen                  | Igen        | Igen        | Nem          | Nem          | Nem         | Nem         | Nem           |
| B variáció | Igen                  | Nem         | Igen        | Részlegesen  | Nem          | Nem         | Nem         | Nem           |
| C variáció | Igen                  | Nem         | Részlegesen | Nem          | Részlegesen  | Részlegesen | Részlegesen | Nem           |
| D variáció | Igen                  | Nem         | Nem         | Nem          | Nem          | Nem         | Igen        | Igen          |
| F variáció | Igen                  | Igen        | Igen        | Igen         | Igen         | Nem         | Nem         | Nem           |
| G variáció | Igen                  | Nem         | Nem         | Nem          | Nem          | Nem         | Nem         | Nem           |

## Alkalmazás
Az 1216-os sorozat Ausztrián belül kezdett dolgozni, első határátlépése Olaszországban a pustertali  korridorvonalon történt, ahol az Innsbruck-Lienz közötti közvetlen gyorsvonatokon váltotta ki a problémás ÖBB 1822 sorozatot, az olasz területen 3 kV egyenáram alatt közlekedve. Ezt követően Szlovénia felé kezdődött meg a határon mozdonycsere nélküli közlekedés, közösen a szlovén vasút SŽ 541 sorozatú mozdonyaival. 2008-ban elkezdődött az 1216-os mozdonyok közvetlen közlekedése Bécs és Brno között.  2008 végén a cseh vasút, a České dráhy engedélyezte a mozdonyokat kisebb korlátozásokkal egész Csehország területére, majd a mozdonyvezetők kiképzése után a 2008 decemberi menetrenddel az EuroCity-vonatokat Bécs és Prága között végig ÖBB 1216-os mozdonyok továbbítják.

### Magánvasutak
| Magánvasút                            | Darabszám | Ország      | Pályaszám         | Mozdonytípus |
| ------------------------------------- | --------- | ----------- | ----------------- | ------------ |
| Rail Transport Service                | 1         | Ausztria    | 1216 901          | VB3/VC/VD    |
| LTE Logistik- und Transport-GmbH      | 1         | Ausztria    | 1216 910          | VC           |
| Adria Transport                       | 3         | Ausztria    | 1216 920–922      | VC           |
| CargoServ                             | 4         | Ausztria    | 1216 930–933      | VG/VB        |
| Salzburg AG                           | 1         | Ausztria    | 1216 940          | VG           |
| Wiener Lokalbahnen Cargo              | 2         | Ausztria    | 1216 950, 955     | VG/VC        |
| Steiermarkbahn Transport und Logistik | 2         | Ausztria    | 1216 960, 183 717 | VC           |
| Railadventure                         | 1         | Németország | 183 500           | VB           |
| Netinera                              | 4+1       | Németország | 183 001–005       | VG           |
| Ferrovie Udine Cividale               | 2         | Olaszország | E 190 301/302     | VA           |
| InRail                                | 4         | Olaszország | E 190 311–314     | VA           |
| Compagnia Ferroviaria Italiana        | 2         | Olaszország | E 190 321/322     | VA           |
| PKP Cargo International               | 3         | Csehország  | 183 714, 718, 719 | VC           |

## Sebességrekord

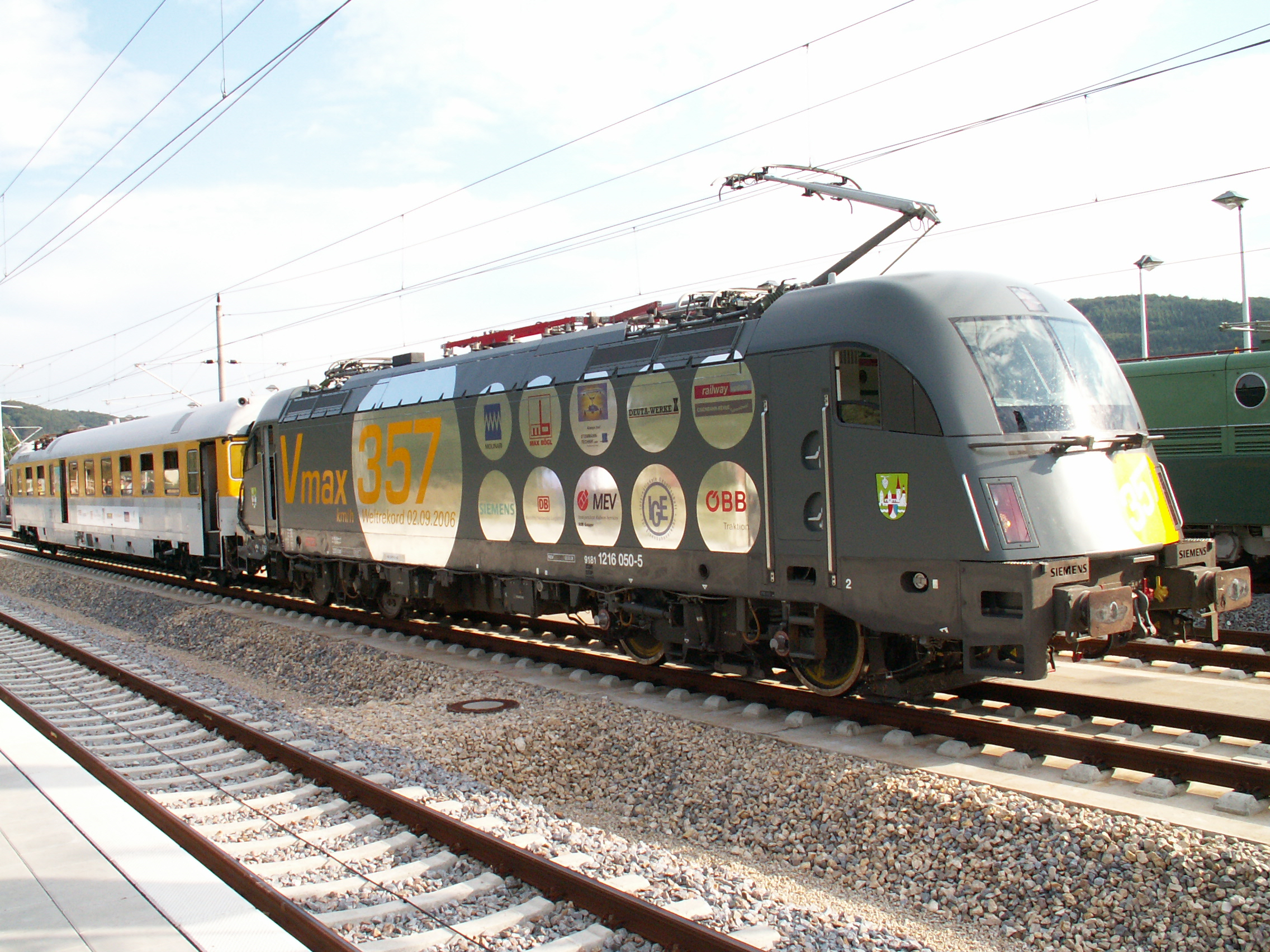
A rekorder mozdony

Az új mozdony tulajdonságait bemutatandó, az ÖBB és a Siemens az eddigi, 1955-ben felállított 331 km/h sebességrekord megdöntését tűzte ki célul, melyre 2006. szeptember 2-án került sor. A „kísérleti mozdony” nem „kísérleti példány” volt, hanem szabályos szériagyártmány mindenféle „tuningolás” nélkül. Az viszont egy ilyen menetnél természetszerű, hogy bizonyos kisebb változtatásokra a rekordkísérlet sikere érdekében szükség volt. A mozdony működésének ismeretében biztos, hogy a 230 km/h engedélyezett sebességű mozdony vezérlési jellemzőinek egyes paramétereit meg kellett változtatni. Mindez azonban nyilván csak szoftveres beavatkozás volt, hiszen a vontatási áramirányítók kimenő frekvenciájának megemelését feltétlenül meg kellett oldani, a zavar-áramértékek korlátait, ebből következő főmegszakító kikapcsolást és más határértékeket a kísérlet céljának megfelelően kellett kezelni. Ellenőrzés szempontjából az egyik áramszedőt és a járműtengelyeket méréstechnikai eszközökkel (érzékelőkkel és jeladókkal) kellett ellátni, az áramszedési, és a futástechnikai jellemzők folyamatos figyelemmel kísérése érdekében. Néhány olyan mozdonytartozékot is le kellett szerelni, amelyeket a nagy sebességgel közlekedő mozdonyról a menetszél lesodort volna (pl. ablaktörlő, pályakotró stb.).
A kísérleti menet a megtervezett és hatóságilag engedélyezett alagutakban gazdag vonalszakaszon a különleges pályaadottságok figyelembevételével történt. A rekordsebességet a jármű a 36,0 pályakilométernél érte el, majd azonnal utána - a göggelbuchi alagúthoz való közeledés miatt - fékezni kellett. A mozdonynak még ekkor is volt vonóerő-tartaléka, így valószínűleg a csúcssebesség akár 360 km/h felett is lehetett volna, de a további gyorsítást a közeli alagút miatt a mozdonyvezető már nem merte vállalni.
A mozdonnyal elért világrekord így 357 km/h lett.

## Lásd még
- Werbelok